# Gagea maeotica
Gagea maeotica är en liljeväxtart som beskrevs av Ivan Vlasovich Artemczuk. Gagea maeotica ingår i Vårlökssläktet och i familjen liljeväxter. Inga underarter finns listade.